# Agta, Umiray Dumaget (jezik)
Umiray Dumaget Agta jezik (ISO 639-3: due), jedan od tri jezika filipinske podskupine umiray dumaget, kojim govori oko 3 000 ljudi (1994 SIL) u luzonskoj provinciji Quezon na Filipinima. Podskupinu Umiray Dumaget čine zajedno s jezicima Alabat Island Agta [dul] i camarines norte agta [abd].
Postoje dva dijalekta polillo island agta i anglat agta. Pismo: latinica.

## Vanjske poveznice
- Ethnologue (14th)
- Ethnologue (15th)